# Our Hospitality
Our Hospitality is een stomme film uit 1923 onder regie van John G. Blystone en Buster Keaton. Onder distributie van Metro Pictures Corporation, vertelt de film via slapstick het verhaal van Willie McKay, die midden in de Canfield & McKay ruzie terechtkomt. De ruzie begon zó lang geleden, dat niemand zich meer kan herinneren waar het over gaat.

## Verhaal
Op een stormachtige nacht in 1810, wanneer een familielid van de familie McKay het slachtoffer wordt van de ruzie, besluit de moeder van Willie McKay dat hij niet op deze manier tot zijn lot zal komen en stuurt hem naar New York, om daar te wonen bij zijn tante. Zij vertelt hem nooit over de ruzie.
Twintig jaar later krijgt een nu volwassen Willie een brief waarin staat dat zijn vader is overleden. Zijn tante vertelt hem over de ruzie, maar hij besluit toch te gaan naar zijn geboorteplek om het vermogen van zijn vader op te eisen.
Op de trein onderweg, ontmoet Willie de aantrekkelijke Virginia. Hoewel ze op het begin verlegen zijn tegenover elkaar, keren ze na veel problemen thuis en nodigt Virginia Willie uit om bij haar te dineren. Ze wordt hartelijk gegroet door de Canfields, die dan nog niet weten dat Willie een familielid is van de McKays. Wanneer het gezinshoofd echter te horen krijgt dat het "nieuwe" familielid vanavond komt dineren in zijn huis, geeft hij zijn zonen de opdracht hem te vermoorden voordat hij de residentie van de Canfields zal bereiken. Hij wil namelijk niet dat een McKay in zijn huis vermoord wordt.
Nadat hij, zonder dat hij het door heeft, kogels ontwijkt van de zonen, komt hij op bezoek bij de Canfields. Hij is inmiddels op de hoogte dat hij daar niet vermoord zal worden. Na een overnachting probeert Willie de volgende dag zo lang mogelijk binnen te blijven, terwijl de zonen er alles aan doen om hem naar buiten te lokken. Nadat het gezinshoofd Willie betrapt tijdens een intiem moment met Virginia, is hij furieus. Willie realiseert zich dat hij niet langer kan blijven en verlaat het huis, verkleed als vrouw.
Terwijl Willie vlucht voor de zonen, volgt ook Virginia hem en belandt uiteindelijk op de rotsen bij een waterval. Wanneer het donker wordt, besluiten de zonen Willie morgen te vermoorden. Wanneer ze thuis arriveren, treffen ze een predikant die Willie en Virginia trouwen. Dit is het punt waarop de Canfields en McKays elkaar vergeven.

## Rolverdeling
| Acteur            | Personage             |
| ----------------- | --------------------- |
| Buster Keaton     | Willie McKay          |
| Natalie Talmadge  | Virginia Canfield     |
| Joe Roberts       | Joseph Canfield       |
| Buster Keaton Jr. | Willie McKay als baby |

## Trivia
- Buster Keaton stond erop dat de film zou plaatsvinden in 1830 zodat hij gebruik kon maken van de allereerste locomotieven.
- Joe Roberts kreeg een beroerte tijdens het filmen van Our Hospitality. Hij stierf uiteindelijk een paar maanden nadat het filmen erop zat.
- Dit is de enige film waarin drie generaties van de familie Keaton erin zijn te zien. Keatons vader speelt een ingenieur, terwijl Keatons zoon Willie McKay als baby speelt.
- Buster Keaton kreeg tijdens het filmen van de scène bij de waterval zoveel water binnen, dat hij met spoed naar een ziekenhuis gebracht moest worden.